# 1948年
1948年（1948 ねん）は、西暦（グレゴリオ暦）による、木曜日から始まる閏年。昭和23年。
この項目では、国際的な視点に基づいた1948年について記載する。

## 他の紀年法
- 干支：戊子（つちのえ ね）
- 日本（月日は一致）
  - 昭和23年
  - 皇紀2608年
- 中国（月日は一致）
  - 中華民国：中華民国37年
- 朝鮮・韓国（月日は一致）
  - 大韓民国30年
  - 檀紀4281年
  - 主体37年
- 仏滅紀元：2490年 - 2491年
- イスラム暦：1367年2月18日 - 1368年2月29日
- ユダヤ暦：5708年4月19日 - 5709年3月29日
- 修正ユリウス日(MJD)：32551 - 32916
- リリウス日 (LD) ：133392 - 133757

※大韓民国は、1948年8月15日の大韓民国建国から同年9月24日まで用いられた。ただし元年は1919年。

※檀紀は、大韓民国で1948年9月25日に法的根拠を与えられた。

※主体暦は、朝鮮民主主義人民共和国で1997年に制定された。

## カレンダー
| 1月 |    |    |    |    |    |    |
| 日  | 月 | 火 | 水 | 木 | 金 | 土 |
|     |    |    |    | 1  | 2  | 3  |
| 4   | 5  | 6  | 7  | 8  | 9  | 10 |
| 11  | 12 | 13 | 14 | 15 | 16 | 17 |
| 18  | 19 | 20 | 21 | 22 | 23 | 24 |
| 25  | 26 | 27 | 28 | 29 | 30 | 31 |
|     |    |    |    |    |    |    |

| 2月 |    |    |    |    |    |    |
| 日  | 月 | 火 | 水 | 木 | 金 | 土 |
| 1   | 2  | 3  | 4  | 5  | 6  | 7  |
| 8   | 9  | 10 | 11 | 12 | 13 | 14 |
| 15  | 16 | 17 | 18 | 19 | 20 | 21 |
| 22  | 23 | 24 | 25 | 26 | 27 | 28 |
| 29  |    |    |    |    |    |    |
|     |    |    |    |    |    |    |

| 3月 |    |    |    |    |    |    |
| 日  | 月 | 火 | 水 | 木 | 金 | 土 |
|     | 1  | 2  | 3  | 4  | 5  | 6  |
| 7   | 8  | 9  | 10 | 11 | 12 | 13 |
| 14  | 15 | 16 | 17 | 18 | 19 | 20 |
| 21  | 22 | 23 | 24 | 25 | 26 | 27 |
| 28  | 29 | 30 | 31 |    |    |    |
|     |    |    |    |    |    |    |

| 4月 |    |    |    |    |    |    |
| 日  | 月 | 火 | 水 | 木 | 金 | 土 |
|     |    |    |    | 1  | 2  | 3  |
| 4   | 5  | 6  | 7  | 8  | 9  | 10 |
| 11  | 12 | 13 | 14 | 15 | 16 | 17 |
| 18  | 19 | 20 | 21 | 22 | 23 | 24 |
| 25  | 26 | 27 | 28 | 29 | 30 |    |
|     |    |    |    |    |    |    |

| 5月 |    |    |    |    |    |    |
| 日  | 月 | 火 | 水 | 木 | 金 | 土 |
|     |    |    |    |    |    | 1  |
| 2   | 3  | 4  | 5  | 6  | 7  | 8  |
| 9   | 10 | 11 | 12 | 13 | 14 | 15 |
| 16  | 17 | 18 | 19 | 20 | 21 | 22 |
| 23  | 24 | 25 | 26 | 27 | 28 | 29 |
| 30  | 31 |    |    |    |    |    |
|     |    |    |    |    |    |    |

| 6月 |    |    |    |    |    |    |
| 日  | 月 | 火 | 水 | 木 | 金 | 土 |
|     |    | 1  | 2  | 3  | 4  | 5  |
| 6   | 7  | 8  | 9  | 10 | 11 | 12 |
| 13  | 14 | 15 | 16 | 17 | 18 | 19 |
| 20  | 21 | 22 | 23 | 24 | 25 | 26 |
| 27  | 28 | 29 | 30 |    |    |    |
|     |    |    |    |    |    |    |

| 7月 |    |    |    |    |    |    |
| 日  | 月 | 火 | 水 | 木 | 金 | 土 |
|     |    |    |    | 1  | 2  | 3  |
| 4   | 5  | 6  | 7  | 8  | 9  | 10 |
| 11  | 12 | 13 | 14 | 15 | 16 | 17 |
| 18  | 19 | 20 | 21 | 22 | 23 | 24 |
| 25  | 26 | 27 | 28 | 29 | 30 | 31 |
|     |    |    |    |    |    |    |

| 8月 |    |    |    |    |    |    |
| 日  | 月 | 火 | 水 | 木 | 金 | 土 |
| 1   | 2  | 3  | 4  | 5  | 6  | 7  |
| 8   | 9  | 10 | 11 | 12 | 13 | 14 |
| 15  | 16 | 17 | 18 | 19 | 20 | 21 |
| 22  | 23 | 24 | 25 | 26 | 27 | 28 |
| 29  | 30 | 31 |    |    |    |    |
|     |    |    |    |    |    |    |

| 9月 |    |    |    |    |    |    |
| 日  | 月 | 火 | 水 | 木 | 金 | 土 |
|     |    |    | 1  | 2  | 3  | 4  |
| 5   | 6  | 7  | 8  | 9  | 10 | 11 |
| 12  | 13 | 14 | 15 | 16 | 17 | 18 |
| 19  | 20 | 21 | 22 | 23 | 24 | 25 |
| 26  | 27 | 28 | 29 | 30 |    |    |
|     |    |    |    |    |    |    |

| 10月 |    |    |    |    |    |    |
| 日   | 月 | 火 | 水 | 木 | 金 | 土 |
|      |    |    |    |    | 1  | 2  |
| 3    | 4  | 5  | 6  | 7  | 8  | 9  |
| 10   | 11 | 12 | 13 | 14 | 15 | 16 |
| 17   | 18 | 19 | 20 | 21 | 22 | 23 |
| 24   | 25 | 26 | 27 | 28 | 29 | 30 |
| 31   |    |    |    |    |    |    |
|      |    |    |    |    |    |    |

| 11月 |    |    |    |    |    |    |
| 日   | 月 | 火 | 水 | 木 | 金 | 土 |
|      | 1  | 2  | 3  | 4  | 5  | 6  |
| 7    | 8  | 9  | 10 | 11 | 12 | 13 |
| 14   | 15 | 16 | 17 | 18 | 19 | 20 |
| 21   | 22 | 23 | 24 | 25 | 26 | 27 |
| 28   | 29 | 30 |    |    |    |    |
|      |    |    |    |    |    |    |

| 12月 |    |    |    |    |    |    |
| 日   | 月 | 火 | 水 | 木 | 金 | 土 |
|      |    |    | 1  | 2  | 3  | 4  |
| 5    | 6  | 7  | 8  | 9  | 10 | 11 |
| 12   | 13 | 14 | 15 | 16 | 17 | 18 |
| 19   | 20 | 21 | 22 | 23 | 24 | 25 |
| 26   | 27 | 28 | 29 | 30 | 31 |    |
|      |    |    |    |    |    |    |

## できごと

### 1月
- 1月1日
  - 英国で鉄道を国有化（英国国有鉄道創設）[要出典]
  - イタリア共和国憲法施行
  - 関税および貿易に関する一般協定 (GATT) 発効[1]
  - ベネルクス関税同盟が発効[2]
- 1月4日
  - 日米国際電話再開
  - ビルマ（後のミャンマー）がイギリスから独立
- 1月6日 - ロイヤル米陸軍長官が「日本を共産主義に対する防壁にする」と声明
- 1月8日 - マンテル大尉事件が起こる。
- 1月17日 - オランダ軍とインドネシア独立勢力のジャワ島における交戦が停戦
- 1月22日 - 英国のベヴィン外相、英国下院で演説。「西欧連合 (Western Union)」の結成を提唱[3]
- 1月30日
  - サンモリッツオリンピック開幕（-2月8日）
  - マハトマ・ガンディー暗殺（英語版）
- 1月31日 - マラヤ連邦成立[4]

### 2月
- 2月1日 - ソ連がボイス・オブ・アメリカに対する妨害放送開始
- 2月4日 - セイロン（現在のスリランカ）がイギリス連邦内のドミニオン（自治領）として独立
- 2月10日 - ソ連でジダーノフ批判始まる
- 2月16日
  - 天王星の衛星ミランダが発見される
- 2月25日 - チェコスロヴァキアで、ソ連の後ろ盾を受けた共産主義勢力によるクーデターが成功（勝利の2月）[5]

### 3月
- 3月8日 - 合衆国最高裁判所が公立学校におけるキリスト教教育に対し違憲判決
- 3月17日
  - イギリス、オランダ、フランス、ベルギー、ルクセンブルクにより、ソヴィエト連邦に対抗するブリュッセル条約締結（NATOの前身）[6]
  - 米国カリフォルニア州で、ヘルズ・エンジェルス創設
- 3月20日 - シンガポールで初の選挙
- 3月23日 - 国際貿易機関 (ITO) 憲章、キューバの首都ハバナで調印[7]
- 3月25日 - 漢奸容疑の川島芳子に銃殺刑執行
- 3月31日 - 米下院で16か国に対する53億ドルの支援を含む対外援助法案（マーシャル・プラン）可決[8]

### 4月
- 4月1日
  - ソ連、西部ドイツと西ベルリンとの陸上交通規制を強化[9]
  - 4月2日 - 米上下両院、対外援助法調整案を採決[10]。上院が口頭採決で賛成多数。下院が賛成318票、反対75票[11]
- 4月3日
  - トルーマン米大統領が対外援助法（マーシャル・プラン）に署名[12]
  - 済州島四・三事件。大韓民国を承認しない済州島民が蜂起
- 4月7日 - 世界保健機関 (WHO) 設立
- 4月9日 - ユダヤ人テロ組織によるアラブ人大量虐殺（デイル・ヤシーン事件）
- 4月9日 - コロンビアで自由党指導者ホルヘ・エリエセル・ガイタンが暗殺され暴動が起きる（ボゴタ暴動）
- 4月13日 - ハダサー医療従事者虐殺事件
- 4月16日 - 第3回欧州復興会議をパリで開催。欧州経済協力委員会 (CEEC) 参加16か国及び西部ドイツ、欧州経済協力機構 (OEEC) 条約に調印[13]
- 4月18日 - イタリアで総選挙実施。キリスト教民主主義が勝利[14]
- 4月19日
  - ビルマ（現ミャンマー）が国際連合に加盟
  - アメリカン・ブロードキャスティング・カンパニー (ABC) がテレビ放送を開始
- 4月30日 - 米国がエニウェトク環礁で原爆実験（サンドストーン作戦1発目）

### 5月
- 5月11日 - ルイージ・エイナウディがイタリア大統領に就任
- 5月14日
  - イスラエル独立： ダヴィド・ベン＝グリオン首相がテルアビブで宣言
  - 第一次中東戦争: アラブ連盟がイスラエルに宣戦
  - 米国がエニウェトク環礁で原爆実験（サンドストーン作戦2発目）
- 5月15日 - 第一次中東戦争: アラブ連盟がパレスチナに侵攻
- 5月16日 - ハイム・ヴァイツマンが初代イスラエル大統領に就任
- 5月18日 - 第1回中華民国立法院が南京で召集、開会。
- 5月23日 - 長春包囲戦
- 5月28日 - 後にアパルトヘイト政策を導入するダニエル・フランソワ・マランが南アフリカ連邦首相に就任

### 6月
- 6月1日
  - 第一次中東戦争: 休戦に合意
  - ロッテ設立（創業者は重光武雄）
- 6月3日
  - パロマー天文台完成（米国カリフォルニア州）
  - コルチャック・ジオルコウスキーがクレイジー・ホース記念碑の彫刻を始める
- 6月13日 - 太宰治　死去(自殺)
- 6月15日 - 中国湖北省で「人民日報」創刊
- 6月16日 - キャセイ・パシフィック航空機ハイジャック事件
- 6月17日 - 米国ペンシルベニア州マウント・カーメルでユナイテッド航空624便DC-6が墜落、乗員乗客43名全員死亡
- 6月20日 - ドイツの米英仏占領区域（ベルリンを除く）で通貨改革を実施。ライヒスマルクに替えて、ドイツ・マルクを導入[15]
- 6月24日 - ソ連、西部ドイツと西ベルリンとの陸上交通を全面遮断。ベルリン封鎖が始まる[15]
- 6月26日 - ウィリアム・ショックレー、バイポーラトランジスタの特許申請
- 6月28日 - ユーゴスラビアがコミンフォルムから除名
- 6月30日 - ベル研究所がトランジスタは真空管を代替すると発表

### 7月
- 7月5日 - 英国で国営医療サービス事業 (NHS) が開始
- 7月8日 - ロシア正教500年記念祭（モスクワ）
- 7月20日
  - 米国で1940年以来2度目となる平時徴兵が復活
  - 李承晩が大韓民国初代大統領に当選
- 7月26日 - トルーマン米大統領が、軍における人種差別を禁止する大統領令に署名
- 7月29日 - ロンドンオリンピック開幕（ - 8月14日、日本不参加）
- 7月31日 - ニューヨーク国際空港（後のジョン・F・ケネディ国際空港）開港

### 8月
- 8月10日 - 23日 - 西ドイツ・ヘレンキームゼー城で憲法案創設
- 8月15日 - 大韓民国政府樹立宣言（大統領李承晩）[16]。
- 8月16日 - ベーブ・ルース死去
- 8月23日 - 世界教会協議会成立
- 8月31日 - オランダ女王ウィルヘルミナ在位50年

### 9月
- 9月4日 - オランダ女王ウィルヘルミナが健康上の理由により退位
- 9月5日 - ロベール・シューマンがフランス首相就任
- 9月6日 - オランダ女王にユリアナが即位
- 9月9日 - 朝鮮民主主義人民共和国成立（首相金日成）
- 9月13日 - インド軍、パキスタン初代総督ムハンマド・アリー・ジンナー死去を受け、ニザーム藩王国（ハイダラーバード）侵攻。「ポロ作戦」により数万人のイスラーム教徒が死亡

### 10月
- 10月5日 - ソ連構成国トルクメン・ソビエト社会主義共和国（現トルクメニスタン）の首都アシガバート周辺で地震発生（死亡10万名）
- 10月18日 - 米英仏、ドイツ占領区域の貿易統合で合意。11月1日実施[17]
- 10月19日 - 麗水・順天事件

### 11月
- 11月2日 - 米国大統領選挙でトルーマンが当選
- 11月12日 - 東京裁判: 判決、A級戦犯 死刑7名、無期禁固16名、有期禁固2名、免訴3名
- 11月20日 - ニュージーランド・テ・アナウ湖で幻の鳥タカヘが50年ぶりに発見

### 12月
- 12月1日 - コスタリカで軍隊を廃止（自主的に非武装となった初の国）
- 12月10日 - 国際連合が世界人権宣言を採択
- 12月23日 - 東京裁判: 巣鴨プリズンで死刑囚7名に絞首刑執行
- 12月26日 - ソヴィエト連邦軍が北朝鮮から撤兵完了
- 12月30日 -アメリカ対日協議会設立登記[18]

## 芸術・文化

### 映画
- 赤い靴（監督：マイケル・パウエル、エメリック・プレスバーガー）
- イースター・パレード（監督：チャールズ・ウォルターズ）
- 黄金（監督：ジョン・ヒューストン）
- オリヴァ・ツイスト（監督：デヴィッド・リーン）
- 自転車泥棒（監督：ヴィットリオ・デ・シーカ）
- ハムレット（製作・監督・主演：ローレンス・オリヴィエ）
- メロディ・タイム

## 誕生

### 1月
- 1月5日 - チャーリー・ハフ、メジャーリーガー
- 1月7日 - ケニー・ロギンス、ミュージシャン
- 1月7日 - 水木一郎、歌手、声優（+ 2022年）
- 1月10日 - ドナルド・フェイゲン、ミュージシャン
- 1月10日 - ミッシャ・マイスキー、チェリスト
- 1月14日 - カール・ウェザース、俳優、声優、元アメリカンフットボール選手（+ 2024年）
- 1月15日 - 岡和男、声優（+ 2021年）
- 1月16日 - 有馬瑞香、声優
- 1月17日 - アンヌ・ケフェレック、ピアニスト
- 1月25日 - 壤晴彦、俳優、声優
- 1月26日 - ボリス・ベルキン、ヴァイオリニスト
- 1月27日 - ジャン＝フィリップ・コラール、ピアニスト
- 1月28日 - ミハイル・バリシニコフ、バレエダンサー、俳優

### 2月
- 2月5日 - スヴェン＝ゴラン・エリクソン、元サッカー選手、サッカー指導者
- 2月6日 - ニック・ジトー、調教師

### 3月
- 3月2日 - ロリー・ギャラガー、ミュージシャン （+ 1995年）
- 3月2日 - ラリー・カールトン、ミュージシャン
- 3月4日 - レロン・リー、元プロ野球選手
- 3月6日 - 小室正幸、俳優、声優
- 3月12日 - ジェームス・テイラー、ミュージシャン
- 3月15日 - 屋良有作、俳優、声優
- 3月15日 - 幹本雄之、俳優、声優
- 3月17日 - ウィリアム・ギブスン、SF作家
- 3月17日 - 津田英三、俳優、声優
- 3月20日 - ジョン・デ・ランシー、俳優、声優、演出家
- 3月22日 - アンドルー・ロイド・ウェバー
- 3月24日 - フォルカー・フィンケ、サッカー監督
- 3月26日 - スティーヴン・タイラー、ミュージシャン
- 3月26日 - チョン・キョンファ、ヴァイオリニスト
- 3月26日-  いしだあゆみ　女優　（+2025年）
- 3月31日 - アルバート・ゴア・ジュニア、45代アメリカ合衆国副大統領

### 4月
- 4月2日 - 村山明、声優
- 4月3日 - ギャリック・オールソン、ピアニスト
- 4月3日 - ボリス・ベルマン、ピアニスト
- 4月6日 - 宮沢きよこ、声優
- 4月7日 - アーニー・ロビンソン、元陸上競技選手（+ 2020年[19]）
- 4月11日 - マルチェロ・リッピ、元サッカー選手・サッカーイタリア代表監督（ドイツW杯優勝）
- 4月15日 - 范文雀、女優（+2002年）
- 4月16日 - 曽我部和恭、声優（+ 2006年）
- 4月21日 - 小山高生、脚本家、作家
- 4月29日 - レスリー・ハワード、ピアニスト

### 5月
- 5月11日 - シーザー・ジェロニモ、メジャーリーガー
- 5月12日 - スティーヴ・ウィンウッド、ミュージシャン
- 5月15日 - ブライアン・イーノ、ミュージシャン
- 5月17日 - カルロス・メイ、元プロ野球選手
- 5月20日 - 玄田哲章、俳優、声優
- 5月25日 - クラウス・マイネ、ミュージシャン
- 5月31日 - ジョン・ボーナム、ミュージシャン（+ 1980年）

### 6月
- 6月14日 - 椎橋重、声優（+ 1998年）
- 6月14日 - ローレンス・イェップ、小説家
- 6月17日 - デーブ・コンセプシオン、元メジャーリーガー
- 6月17日 - ショー・コスギ、アクション映画俳優
- 6月21日 - ティモシー・ウッド、フィギュアスケート選手
- 6月22日 - トッド・ラングレン、ミュージシャン
- 6月28日 - 杉村升、脚本家（+ 2005年）
- 6月29日 - イアン・ペイス、ミュージシャン

### 7月
- 7月7日 - ホルヘ・ダルト、ピアニスト（+ 1987年）
- 7月12日 - 戸谷公次、声優（+ 2006年）
- 7月16日 - ラーシュ・ラーゲルベック、元サッカー選手、サッカー指導者
- 7月16日 - ピンカス・ズーカーマン、ヴァイオリニスト
- 7月21日 - キャット・スティーヴンス、シンガーソングライター
- 7月27日 - ペギー・フレミング、フィギュアスケート選手
- 7月27日 - ベティ・トーマス、映画監督
- 7月28日 - ジェイ・ハンフリー、フィギュアスケート選手
- 7月28日 - ヘルベルト・ヘンク、ピアニスト
- 7月28日 - 大瀧詠一、日本のミュージシャン（+ 2013年）
- 7月30日 - ジャン・レノ、俳優

### 8月
- 8月14日 - ボリス・ペルガメンシコフ、チェリスト（+ 2004年）
- 8月20日 - ロバート・プラント、ミュージシャン
- 8月23日 - 津田英治、ナレーター（+ 2025年）
- 8月29日 - ロバート・ランガー、工学者

### 9月
- 9月2日 - テリー・ブラッドショー、元アメリカンフットボール選手
- 9月6日 - サミュエル・ホイ、歌手、俳優
- 9月9日 - ミハイル・ドンスコイ、コンピュータ科学者（+ 2009年）
- 9月13日 - ネル・カーター、歌手・女優（+ 2003年）
- 9月17日 - ジョン・リッター 、俳優
- 9月26日 - オリビア・ニュートン＝ジョン、歌手（+ 2022年）

### 10月
- 10月2日 - ダナ・キャラン、ファッションデザイナー
- 10月8日 - ジャクソン・ブラウン、ミュージシャン
- 10月8日 - バーニー・ウイリアムス、元プロ野球選手
- 10月8日 - ゴットフリート・ヘルンヴァイン、芸術家
- 10月16日 - レオ・マゾーニー、メジャーリーグ指導者
- 10月20日 - アンドレイ・スライキン、フィギュアスケート選手（+ 1992年）
- 10月21日 - ダニエル・ピクリ、児童文学作家
- 10月22日 - ホーカン・アウストボ、ピアニスト
- 10月24日 - 近藤誠、医師（+ 2022年）

### 11月
- 11月3日 - リック・クルーガー、元プロ野球選手
- 11月6日 - グレン・フライ、ミュージシャン（+ 2016年）
- 11月6日 - クリスティアーヌ・ヘッド、調教師
- 11月9日 - ルイス・フェリペ・スコラーリ、元サッカー選手、サッカー指導者
- 11月10日 - 糸井重里、コピーライター
- 11月12日 - 石橋正次、俳優、歌手
- 11月12日 - 銀河万丈、声優
- 11月14日 - チャールズ3世、イギリス・英連邦王国国王
- 11月15日 - ラビア・カーディル、人権運動家
- 11月19日 - ピーター・ラウ、調教師
- 11月23日 - ガブリエル・ザイフェルト、フィギュアスケート選手
- 11月24日 - スティーブ・イェーガー、メジャーリーガー
- 11月26日 - エリザベス・H・ブラックバーン、生物学者

### 12月
- 12月1日 - ジョージ・フォスター、メジャーリーガー
- 12月2日 - 政宗一成、声優・ナレーター
- 12月3日 - オジー・オズボーン、ミュージシャン（+ 2025年）
- 12月6日 - ケケ・ロズベルグ、F1レーサー
- 12月13日 - テッド・ニュージェント、ギタリスト
- 12月17日 - ダリル・ウェイ、ヴァイオリニスト
- 12月18日 - ビル・ネルソン、ミュージシャン
- 12月18日 - ミンモ・パラディーノ、彫刻家・画家・版画家
- 12月21日 - サミュエル・L・ジャクソン、俳優
- 12月21日 - デーブ・キングマン、メジャーリーガー
- 12月22日 - スティーブ・ガービー、メジャーリーガー
- 12月31日 - ドナ・サマー、ポップ・ミュージックシンガー（+ 2012年）

## 死去
- 1月8日 - クルト・シュヴィッタース、芸術家・画家（* 1887年）
- 1月15日 - アンリ・デランドル、天文学者（* 1853年）
- 1月19日 - トニー・ガルニエ、都市計画家・建築家（* 1869年）
- 1月21日 - エルマンノ・ヴォルフ＝フェラーリ、作曲家（* 1876年）
- 1月26日 - イグナーツ・フリードマン、ピアニスト・作曲家（* 1882年）
- 1月29日 - トミスラヴ2世、クロアチア独立国の国王（* 1900年）
- 1月30日 - マハトマ・ガンディー、インドの政治指導者（* 1869年）
- 1月30日 - オーヴィル・ライト、ライト兄弟の弟（* 1871年）
- 1月30日 - ハーブ・ペノック、メジャーリーガー（* 1894年）
- 2月4日 - ダービー伯爵エドワード・スタンリー、イギリス陸相・競走馬生産者（* 1865年）
- 2月11日 - セルゲイ・エイゼンシュテイン、映画監督（* 1898年）
- 2月14日 - モーデカイ・ブラウン、メジャーリーガー（* 1876年）
- 2月28日 - 周仏海、中華民国の政治家（* 1897年）
- 3月4日 - アントナン・アルトー、詩人・劇作家・俳優（* 1896年）
- 3月10日 - エヴゲニー・スルツキー、経済学者（* 1880年）
- 3月10日 - ヤン・マサリク、チェコスロヴァキア外相（* 1886年）
- 3月12日 - アルフレッド・ラクロワ、鉱物学者・火山学者（* 1863年）
- 3月25日 - 川島芳子、「東洋のマタ・ハリ」の異名で知られる清粛親王善耆の王女（* 1907年）
- 4月24日 - マヌエル・ポンセ、作曲家（* 1882年）
- 5月21日 - ジャック・フェデー、映画監督（* 1885年）
- 5月23日 - 美濃部達吉、憲法学者（* 1873年）
- 5月24日 - コンスタンチン・イグームノフ、ピアニスト・作曲家・音楽教師（* 1873年）
- 6月1日 - ジョゼ・ヴィアナ・ダ・モッタ、ピアニスト・作曲家（* 1868年）
- 6月1日 - サニー・ボーイ・ウィリアムソンI、アメリカ合衆国のブルース・ハーモニカ奏者（* 1914年）
- 6月2日 - カール・ゲープハルト、ドイツの医師、医学者。ナチス親衛隊中将
- 6月2日 - カール・ブラント、アドルフ・ヒトラーの侍医。ナチス親衛隊中将
- 6月2日 - ヴォルフラム・ジーヴァス、アーネンエルベ長官。ナチス親衛隊大佐
- 6月2日 - ヴァルデマール・ホーフェン、ブーヘンヴァルト強制収容所医師。ナチス親衛隊大尉
- 6月27日 - ジョージ・テンプルトン・ストロング、作曲家・画家（* 1856年）
- 7月9日 - ジェームズ・バスケット - 俳優・声優・歌手（* 1904年）
- 7月15日 - ジョン・パーシング、米国総軍元帥（* 1860年）
- 7月21日 - アーシル・ゴーキー、画家（* 1904年）
- 7月23日 - D・W・グリフィス、映画監督（* 1875年）
- 7月27日 - ジョー・ティンカー、メジャーリーガー（* 1880年）
- 8月16日 - ベーブ・ルース、野球選手（* 1895年）
- 8月31日 - アンドレイ・ジダーノフ、スターリンの側近として知られたソ連の政治家（* 1896年）
- 8月31日 - 林弥三吉、陸軍軍人 (+1876年)
- 9月3日 - エルンスト・ヴェーバー、教育学者（* 1873年）
- 9月3日 - エドヴァルド・ベネシュ、チェコスロヴァキア大統領（* 1884年）
- 9月10日 - フェルディナント、元ブルガリア王（* 1861年）
- 9月11日 - ムハンマド・アリー・ジンナー、パキスタン建国の父として有名なインド・ムスリム連盟指導者（* 1876年）
- 9月17日 - エーミール・ルートヴィヒ、小説家（* 1881年）
- 9月17日 - ルース・ベネディクト、文化人類学者（* 1887年）
- 9月17日 - フォルケ・ベルナドッテ、スウェーデンの王族・外交官（* 1895年）
- 9月22日 - アーダルベルト・フォン・プロイセン、元ドイツ帝国皇帝ヴィルヘルム2世の三男（* 1884年）
- 10月1日 - プラヤー・マノーパコーンニティターダー、タイ初代首相（* 1884年）
- 10月5日 - ゲオルク・クーレンカンプ、ヴァイオリニスト（* 1898年）
- 10月8日 - アル・オース、メジャーリーガー（* 1872年）
- 10月24日 - フランツ・レハール、作曲家（* 1870年）
- 11月12日 - ウンベルト・ジョルダーノ、作曲家（* 1867年）
- 11月21日 - ダールノキ・ミクローシュ・ベーラ、ハンガリー臨時政府首相（* 1890年）
- 11月22日 - ウゼイル・ハジベヨフ、作曲家（* 1885年）
- 11月23日 - ハック・ウィルソン、元メジャーリーガー（* 1900年）
- 12月2日 - チャノ・ポソ、ラテン・ジャズのコンガ奏者（* 1915年）

## ノーベル賞
- 物理学賞 - パトリック・ブラケット
- 化学賞 - ウィルヘルム・ティセリウス
- 生理学・医学賞 - パウル・ヘルマン・ミュラー
- 文学賞 - T・S・エリオット
- 平和賞 - 該当者なし